# Campeonato de Fútbol de Costa Rica 1970
La temporada 1970 de la Primera División fue la 51.ª edición de la máxima categoría del sistema de Ligas costarricenses de fútbol.

## Sistema de competición
La competición constó de un grupo único integrado por nueve clubes. Siguiendo un sistema de liga, los nueve equipos se enfrentaron todos contra todos en cuatro ocasiones sumando un total de 32 partidos. La clasificación final se estableció con arreglo a los puntos obtenidos por los equipos en cada enfrentamiento, a razón de dos por partido ganado, uno por empatado y ninguno en caso de derrota.
Los dos últimos de la clasificación descendieron automáticamente a la segunda categoría.

## Información de los equipos
Tomaron parte en el torneo nueve clubes.
| Equipo      | Ciudad     | Estadio          |
| ----------- | ---------- | ---------------- |
| Alajuelense | Alajuela   | Morera Soto      |
| Cartaginés  | Cartago    | "Fello" Meza     |
| Herediano   | Heredia    | Rosabal Cordero  |
| México      | San José   | Nacional         |
| Puntarenas  | Puntarenas | "Lito" Pérez     |
| Ramonense   | San Ramón  | Guillermo Vargas |
| Saprissa    | San José   | Nacional         |
| Turrialba   | Turrialba  | Rafael Camacho   |
| Uruguay     | Coronado   | "Pipilo" Umaña   |

### Relevo de plazas
| Descendido a Liga Mayor |
| ----------------------- |
| A. D. Limonense         |
| A. D. San Carlos        |

| Ascendido de Liga Mayor |
| ----------------------- |
| Municipal Turrialba     |

## Clasificación
| Pos. | Equipo                | Pts. | PJ | G  | E  | P  | GF | GC | Dif. | Notas                 |
| ---- | --------------------- | ---- | -- | -- | -- | -- | -- | -- | ---- | --------------------- |
| 1    | L. D. Alajuelense (C) | 52   | 32 | 22 | 8  | 2  | 88 | 26 | +62  |                       |
| 2    | Deportivo Saprissa    | 46   | 32 | 19 | 8  | 5  | 79 | 28 | +51  |                       |
| 3    | C. S. Herediano       | 34   | 32 | 12 | 10 | 10 | 58 | 50 | +8   |                       |
| 4    | Deportivo México      | 31   | 32 | 12 | 7  | 13 | 45 | 71 | −26  |                       |
| 5    | Municipal Puntarenas  | 29   | 32 | 11 | 7  | 14 | 59 | 64 | −5   |                       |
| 6    | C. S. Cartaginés      | 27   | 32 | 9  | 9  | 14 | 41 | 47 | −6   |                       |
| 7    | A. D. Ramonense       | 26   | 32 | 10 | 6  | 16 | 48 | 78 | −30  |                       |
| 8    | C. S. Uruguay         | 25   | 32 | 6  | 13 | 13 | 45 | 60 | −15  | Descenso de categoría |
| 9    | Municipal Turrialba   | 18   | 32 | 5  | 8  | 19 | 41 | 81 | −40  | Descenso de categoría |

 Fuente: La República
Criterios de clasificación: Puntos · Diferencia de goles · Goles a favor
|                                       |
|                                       |
| Campeón L. D. Alajuelense 11.º título |

## Resultados
El calendario de los partidos se dio a conocer el 10 de febrero de 1970.
| Jornada 1  | Jornada 1 | Jornada 1   | Jornada 1       | Jornada 1  |
| Local      | Resultado | Visitante   | Estadio         | Fecha      |
| ---------- | --------- | ----------- | --------------- | ---------- |
| Saprissa   | 2 - 0     | Ramonense   | Nacional        | 4 de marzo |
| Herediano  | 0 - 3     | Cartaginés  | Rosabal Cordero | 8 de marzo |
| Turrialba  | 0 - 6     | Alajuelense | Rafael Camacho  | 8 de marzo |
| Puntarenas | 3 - 1     | Uruguay     | Lito Pérez      | 8 de marzo |

| Jornada 2  | Jornada 2 | Jornada 2   | Jornada 2      | Jornada 2   |
| Local      | Resultado | Visitante   | Estadio        | Fecha       |
| ---------- | --------- | ----------- | -------------- | ----------- |
| Uruguay    | 2 - 3     | Alajuelense | Nacional       | 12 de marzo |
| Cartaginés | 5 - 1     | México      | Fello Meza     | 15 de marzo |
| Turrialba  | 1 - 1     | Herediano   | Rafael Camacho | 15 de marzo |
| Saprissa   | 1 - 2     | Puntarenas  | Nacional       | 15 de marzo |

| Jornada 3   | Jornada 3 | Jornada 3 | Jornada 3    | Jornada 3   |
| Local       | Resultado | Visitante | Estadio      | Fecha       |
| ----------- | --------- | --------- | ------------ | ----------- |
| México      | 4 - 1     | Turrialba | Nacional     | 18 de marzo |
| Puntarenas  | 3 - 1     | Ramonense | Lito Pérez   | 22 de marzo |
| Uruguay     | 0 - 1     | Herediano | Pipilo Umaña | 22 de marzo |
| Alajuelense | 1 - 1     | Saprissa  | Morera Soto  | 1 de abril  |

| Jornada 4 | Jornada 4 | Jornada 4   | Jornada 4        | Jornada 4   |
| Local     | Resultado | Visitante   | Estadio          | Fecha       |
| --------- | --------- | ----------- | ---------------- | ----------- |
| Ramonense | 1 - 2     | Alajuelense | Guillermo Vargas | 15 de marzo |
| Turrialba | 2 - 6     | Cartaginés  | Rafael Camacho   | 22 de marzo |
| Uruguay   | 2 - 1     | México      | Pipilo Umaña     | 5 de abril  |
| Saprissa  | 1 - 2     | Herediano   | Nacional         | 8 de abril  |

| Jornada 5   | Jornada 5 | Jornada 5  | Jornada 5       | Jornada 5   |
| Local       | Resultado | Visitante  | Estadio         | Fecha       |
| ----------- | --------- | ---------- | --------------- | ----------- |
| México      | 0 - 4     | Saprissa   | Nacional        | 10 de marzo |
| Alajuelense | 1 - 2     | Puntarenas | Morera Soto     | 5 de abril  |
| Cartaginés  | 4 - 0     | Uruguay    | Fello Meza      | 12 de abril |
| Herediano   | 6 - 3     | Ramonense  | Rosabal Cordero | 12 de abril |

| Jornada 6  | Jornada 6 | Jornada 6   | Jornada 6        | Jornada 6   |
| Local      | Resultado | Visitante   | Estadio          | Fecha       |
| ---------- | --------- | ----------- | ---------------- | ----------- |
| Puntarenas | 1 - 0     | Cartaginés  | Lito Pérez       | 19 de abril |
| Uruguay    | 1 - 1     | Turrialba   | Pipilo Umaña     | 19 de abril |
| Herediano  | 0 - 0     | Alajuelense | Rosabal Cordero  | 19 de abril |
| Ramonense  | 0 - 1     | México      | Guillermo Vargas | 19 de abril |

| Jornada 7   | Jornada 7 | Jornada 7 | Jornada 7      | Jornada 7   |
| Local       | Resultado | Visitante | Estadio        | Fecha       |
| ----------- | --------- | --------- | -------------- | ----------- |
| Cartaginés  | 0 - 2     | Ramonense | Fello Meza     | 5 de abril  |
| Puntarenas  | 2 - 2     | Herediano | Lito Pérez     | 15 de abril |
| Turrialba   | 1 - 1     | Saprissa  | Rafael Camacho | 26 de abril |
| Alajuelense | 6 - 0     | México    | Morera Soto    | 29 de abril |

| Jornada 8  | Jornada 8 | Jornada 8   | Jornada 8        | Jornada 8   |
| Local      | Resultado | Visitante   | Estadio          | Fecha       |
| ---------- | --------- | ----------- | ---------------- | ----------- |
| Saprissa   | 0 - 0     | Uruguay     | Morera Soto      | 22 de abril |
| México     | 1 - 0     | Puntarenas  | Morera Soto      | 26 de abril |
| Ramonense  | 2 - 0     | Turrialba   | Guillermo Vargas | 3 de mayo   |
| Cartaginés | 0 - 2     | Alajuelense | Fello Meza       | 3 de mayo   |

| Jornada 9 | Jornada 9 | Jornada 9  | Jornada 9        | Jornada 9   |
| Local     | Resultado | Visitante  | Estadio          | Fecha       |
| --------- | --------- | ---------- | ---------------- | ----------- |
| Turrialba | 4 - 0     | Puntarenas | Rafael Camacho   | 12 de abril |
| Saprissa  | 4 - 1     | Cartaginés | Nacional         | 15 de abril |
| Ramonense | 2 - 2     | Uruguay    | Guillermo Vargas | 26 de abril |
| México    | 1 - 0     | Herediano  | Nacional         | 3 de mayo   |

| Jornada 10  | Jornada 10 | Jornada 10 | Jornada 10   | Jornada 10  |
| Local       | Resultado  | Visitante  | Estadio      | Fecha       |
| ----------- | ---------- | ---------- | ------------ | ----------- |
| Uruguay     | 2 - 2      | Puntarenas | Pipilo Umaña | 10 de mayo  |
| Alajuelense | 5 - 1      | Turrialba  | Morera Soto  | 16 de mayo  |
| Cartaginés  | 0 - 0      | Herediano  | Fello Meza   | 17 de mayo  |
| Ramonense   | 1 - 1      | Saprissa   | Nacional     | 10 de junio |

| Jornada 11  | Jornada 11 | Jornada 11 | Jornada 11  | Jornada 11 |
| Local       | Resultado  | Visitante  | Estadio     | Fecha      |
| ----------- | ---------- | ---------- | ----------- | ---------- |
| Herediano   | 2 - 1      | Turrialba  | Morera Soto | 7 de mayo  |
| Puntarenas  | 2 - 3      | Saprissa   | Lito Pérez  | 17 de mayo |
| México      | 0 - 0      | Cartaginés | Nacional    | 21 de mayo |
| Alajuelense | 1 - 0      | Uruguay    | Morera Soto | 24 de mayo |

| Jornada 12 | Jornada 12 | Jornada 12  | Jornada 12       | Jornada 12 |
| Local      | Resultado  | Visitante   | Estadio          | Fecha      |
| ---------- | ---------- | ----------- | ---------------- | ---------- |
| Saprissa   | 0 - 1      | Alajuelense | Nacional         | 28 de mayo |
| Turrialba  | 1 - 2      | México      | Rafael Camacho   | 31 de mayo |
| Herediano  | 2 - 0      | Uruguay     | Rosabal Cordero  | 31 de mayo |
| Ramonense  | 2 - 1      | Puntarenas  | Guillermo Vargas | 5 de julio |

| Jornada 13  | Jornada 13 | Jornada 13 | Jornada 13      | Jornada 13 |
| Local       | Resultado  | Visitante  | Estadio         | Fecha      |
| ----------- | ---------- | ---------- | --------------- | ---------- |
| Alajuelense | 3 - 1      | Ramonense  | Morera Soto     | 10 de mayo |
| Cartaginés  | 3 - 1      | Turrialba  | Fello Meza      | 10 de mayo |
| Herediano   | 2 - 3      | Saprissa   | Rosabal Cordero | 7 de junio |
| México      | 2 - 0      | Uruguay    | Nacional        | 7 de junio |

| Jornada 14 | Jornada 14 | Jornada 14  | Jornada 14       | Jornada 14  |
| Local      | Resultado  | Visitante   | Estadio          | Fecha       |
| ---------- | ---------- | ----------- | ---------------- | ----------- |
| Ramonense  | 1 - 4      | Herediano   | Guillermo Vargas | 24 de mayo  |
| Puntarenas | 2 - 6      | Alajuelense | Lito Pérez       | 7 de junio  |
| Uruguay    | 2 - 2      | Cartaginés  | Nacional         | 17 de junio |
| Saprissa   | 5 - 1      | México      | Nacional         | 12 de julio |

| Jornada 15  | Jornada 15 | Jornada 15 | Jornada 15     | Jornada 15  |
| Local       | Resultado  | Visitante  | Estadio        | Fecha       |
| ----------- | ---------- | ---------- | -------------- | ----------- |
| México      | 5 - 4      | Ramonense  | Nacional       | 17 de mayo  |
| Alajuelense | 5 - 2      | Herediano  | Morera Soto    | 21 de junio |
| Turrialba   | 2 - 1      | Uruguay    | Rafael Camacho | 28 de junio |
| Cartaginés  | 2 - 1      | Puntarenas | Fello Meza     | 28 de junio |

| Jornada 16 | Jornada 16 | Jornada 16  | Jornada 16       | Jornada 16  |
| Local      | Resultado  | Visitante   | Estadio          | Fecha       |
| ---------- | ---------- | ----------- | ---------------- | ----------- |
| Ramonense  | 1 - 0      | Cartaginés  | Guillermo Vargas | 7 de junio  |
| Herediano  | 1 - 1      | Puntarenas  | Rosabal Cordero  | 14 de junio |
| México     | 0 - 1      | Alajuelense | Nacional         | 28 de junio |
| Saprissa   | 3 - 0      | Turrialba   | Nacional         | 15 de julio |

| Jornada 17  | Jornada 17 | Jornada 17 | Jornada 17     | Jornada 17  |
| Local       | Resultado  | Visitante  | Estadio        | Fecha       |
| ----------- | ---------- | ---------- | -------------- | ----------- |
| Turrialba   | 3 - 3      | Ramonense  | Rafael Camacho | 14 de junio |
| Puntarenas  | 1 - 1      | México     | Lito Pérez     | 21 de junio |
| Alajuelense | 1 - 2      | Cartaginés | Nacional       | 1 de julio  |
| Uruguay     | 1 - 0      | Saprissa   | Nacional       | 8 de julio  |

| Jornada 18 | Jornada 18 | Jornada 18 | Jornada 18   | Jornada 18  |
| Local      | Resultado  | Visitante  | Estadio      | Fecha       |
| ---------- | ---------- | ---------- | ------------ | ----------- |
| Puntarenas | 6 - 0      | Turrialba  | Lito Pérez   | 24 de mayo  |
| Herediano  | 4 - 4      | México     | Nacional     | 2 de junio  |
| Cartaginés | 0 - 2      | Saprissa   | Nacional     | 14 de junio |
| Uruguay    | 3 - 3      | Ramonense  | Pipilo Umaña | 21 de junio |

| Jornada 19 | Jornada 19 | Jornada 19  | Jornada 19      | Jornada 19      |
| Local      | Resultado  | Visitante   | Estadio         | Fecha           |
| ---------- | ---------- | ----------- | --------------- | --------------- |
| Turrialba  | 0 - 0      | Alajuelense | Rafael Camacho  | 5 de julio      |
| Puntarenas | 3 - 3      | Uruguay     | Lito Pérez      | 12 de julio     |
| Saprissa   | 6 - 0      | Ramonense   | Nacional        | 22 de julio     |
| Herediano  | 1 - 1      | Cartaginés  | Rosabal Cordero | 2 de septiembre |

| Jornada 20 | Jornada 20 | Jornada 20  | Jornada 20     | Jornada 20  |
| Local      | Resultado  | Visitante   | Estadio        | Fecha       |
| ---------- | ---------- | ----------- | -------------- | ----------- |
| Turrialba  | 1 - 1      | Herediano   | Rafael Camacho | 12 de julio |
| Cartaginés | 1 - 1      | México      | Fello Meza     | 19 de julio |
| Saprissa   | 6 - 1      | Puntarenas  | Nacional       | 26 de julio |
| Uruguay    | 1 - 1      | Alajuelense | Nacional       | 29 de julio |

| Jornada 21  | Jornada 21 | Jornada 21 | Jornada 21 | Jornada 21  |
| Local       | Resultado  | Visitante  | Estadio    | Fecha       |
| ----------- | ---------- | ---------- | ---------- | ----------- |
| Uruguay     | 1 - 1      | Herediano  | Nacional   | 19 de julio |
| Puntarenas  | 6 - 0      | Ramonense  | Lito Pérez | 19 de julio |
| Alajuelense | 0 - 0      | Saprissa   | Nacional   | 2 de agosto |
| México      | 1 - 0      | Turrialba  | Nacional   | 5 de agosto |

| Jornada 22 | Jornada 22 | Jornada 22  | Jornada 22     | Jornada 22   |
| Local      | Resultado  | Visitante   | Estadio        | Fecha        |
| ---------- | ---------- | ----------- | -------------- | ------------ |
| Ramonense  | 1 - 5      | Alajuelense | Morera Soto    | 12 de julio  |
| Turrialba  | 3 - 0      | Cartaginés  | Rafael Camacho | 26 de julio  |
| Uruguay    | 1 - 1      | México      | Pipilo Umaña   | 2 de agosto  |
| Saprissa   | 5 - 1      | Herediano   | Nacional       | 26 de agosto |

| Jornada 23  | Jornada 23 | Jornada 23 | Jornada 23      | Jornada 23   |
| Local       | Resultado  | Visitante  | Estadio         | Fecha        |
| ----------- | ---------- | ---------- | --------------- | ------------ |
| México      | 2 - 3      | Saprissa   | Nacional        | 12 de agosto |
| Cartaginés  | 1 - 1      | Uruguay    | Fello Meza      | 16 de agosto |
| Alajuelense | 5 - 1      | Puntarenas | Morera Soto     | 16 de agosto |
| Herediano   | 1 - 3      | Ramonense  | Rosabal Cordero | 23 de agosto |

| Jornada 24 | Jornada 24 | Jornada 24  | Jornada 24       | Jornada 24   |
| Local      | Resultado  | Visitante   | Estadio          | Fecha        |
| ---------- | ---------- | ----------- | ---------------- | ------------ |
| Herediano  | 0 - 1      | Alajuelense | Rosabal Cordero  | 9 de agosto  |
| Ramonense  | 1 - 0      | México      | Guillermo Vargas | 16 de agosto |
| Uruguay    | 3 - 1      | Turrialba   | Nacional         | 23 de agosto |
| Puntarenas | 1 - 2      | Cartaginés  | Lito Pérez       | 23 de agosto |

| Jornada 25  | Jornada 25 | Jornada 25 | Jornada 25     | Jornada 25   |
| Local       | Resultado  | Visitante  | Estadio        | Fecha        |
| ----------- | ---------- | ---------- | -------------- | ------------ |
| Puntarenas  | 2 - 5      | Herediano  | Lito Pérez     | 2 de agosto  |
| Cartaginés  | 3 - 1      | Ramonense  | Fello Meza     | 9 de agosto  |
| Alajuelense | 6 - 1      | México     | Morera Soto    | 23 de agosto |
| Turrialba   | 0 - 3      | Saprissa   | Rafael Camacho | 30 de agosto |

| Jornada 26 | Jornada 26 | Jornada 26  | Jornada 26       | Jornada 26      |
| Local      | Resultado  | Visitante   | Estadio          | Fecha           |
| ---------- | ---------- | ----------- | ---------------- | --------------- |
| Ramonense  | 3 - 1      | Turrialba   | Guillermo Vargas | 2 de agosto     |
| México     | 2 - 2      | Puntarenas  | Nacional         | 30 de agosto    |
| Cartaginés | 0 - 3      | Alajuelense | Fello Meza       | 30 de agosto    |
| Saprissa   | 2 - 0      | Uruguay     | Nacional         | 3 de septiembre |

| Jornada 27 | Jornada 27 | Jornada 27 | Jornada 27       | Jornada 27   |
| Local      | Resultado  | Visitante  | Estadio          | Fecha        |
| ---------- | ---------- | ---------- | ---------------- | ------------ |
| Herediano  | 3 - 1      | México     | Rosabal Cordero  | 5 de julio   |
| Ramonense  | 1 - 1      | Uruguay    | Guillermo Vargas | 26 de julio  |
| Turrialba  | 4 - 2      | Puntarenas | Rafael Camacho   | 9 de agosto  |
| Saprissa   | 1 - 0      | Cartaginés | Nacional         | 19 de agosto |

| Jornada 28  | Jornada 28 | Jornada 28 | Jornada 28       | Jornada 28       |
| Local       | Resultado  | Visitante  | Estadio          | Fecha            |
| ----------- | ---------- | ---------- | ---------------- | ---------------- |
| Uruguay     | 4 - 3      | Puntarenas | Pipilo Umaña     | 6 de septiembre  |
| Cartaginés  | 1 - 2      | Herediano  | Fello Meza       | 13 de septiembre |
| Alajuelense | 6 - 2      | Turrialba  | Morera Soto      | 13 de septiembre |
| Ramonense   | 1 - 1      | Saprissa   | Guillermo Vargas | 8 de noviembre   |

| Jornada 29      | Jornada 29 | Jornada 29 | Jornada 29      | Jornada 29       |
| Local           | Resultado  | Visitante  | Estadio         | Fecha            |
| --------------- | ---------- | ---------- | --------------- | ---------------- |
| Puntarenas      | 0 - 0      | Saprissa   | Lito Pérez      | 13 de septiembre |
| México          | 3 - 1      | Cartaginés | Nacional        | 7 de octubre     |
| Alajuelense (C) | 5 - 0      | Uruguay    | Morera Soto     | 18 de octubre    |
| Herediano       | 1 - 2      | Turrialba  | Rosabal Cordero | 8 de noviembre   |

| Jornada 30 | Jornada 30 | Jornada 30  | Jornada 30       | Jornada 30       |
| Local      | Resultado  | Visitante   | Estadio          | Fecha            |
| ---------- | ---------- | ----------- | ---------------- | ---------------- |
| Turrialba  | 2 - 3      | México      | Rafael Camacho   | 27 de septiembre |
| Saprissa   | 2 - 5      | Alajuelense | Nacional         | 27 de septiembre |
| Ramonense  | 0 - 2      | Puntarenas  | Guillermo Vargas | 27 de septiembre |
| Herediano  | 3 - 1      | Uruguay     | Rosabal Cordero  | 1 de noviembre   |

| Jornada 31  | Jornada 31 | Jornada 31 | Jornada 31      | Jornada 31      |
| Local       | Resultado  | Visitante  | Estadio         | Fecha           |
| ----------- | ---------- | ---------- | --------------- | --------------- |
| Cartaginés  | 1 - 1      | Turrialba  | Fello Meza      | 6 de septiembre |
| Alajuelense | 2 - 0      | Ramonense  | Morera Soto     | 6 de septiembre |
| México      | 0 - 5      | Uruguay    | Nacional        | 25 de octubre   |
| Herediano   | 0 - 2      | Saprissa   | Rosabal Cordero | 4 de noviembre  |

| Jornada 32 | Jornada 32 | Jornada 32  | Jornada 32       | Jornada 32       |
| Local      | Resultado  | Visitante   | Estadio          | Fecha            |
| ---------- | ---------- | ----------- | ---------------- | ---------------- |
| Ramonense  | 0 - 6      | Herediano   | Guillermo Vargas | 20 de septiembre |
| Puntarenas | 1 - 2      | Alajuelense | Lito Pérez       | 20 de septiembre |
| Uruguay    | 0 - 0      | Cartaginés  | Pipilo Umaña     | 4 de octubre     |
| Saprissa   | 6 - 1      | México      | Nacional         | 14 de octubre    |

| Jornada 33  | Jornada 33 | Jornada 33 | Jornada 33     | Jornada 33       |
| Local       | Resultado  | Visitante  | Estadio        | Fecha            |
| ----------- | ---------- | ---------- | -------------- | ---------------- |
| México      | 3 - 2      | Ramonense  | Nacional       | 16 de septiembre |
| Turrialba   | 2 - 5      | Uruguay    | Rafael Camacho | 20 de septiembre |
| Alajuelense | 1 - 1      | Herediano  | Morera Soto    | 4 de octubre     |
| Cartaginés  | 0 - 1      | Puntarenas | Fello Meza     | 25 de octubre    |

| Jornada 34 | Jornada 34 | Jornada 34  | Jornada 34       | Jornada 34    |
| Local      | Resultado  | Visitante   | Estadio          | Fecha         |
| ---------- | ---------- | ----------- | ---------------- | ------------- |
| Herediano  | 3 - 1      | Puntarenas  | Rosabal Cordero  | 11 de octubre |
| Saprissa   | 1 - 1      | Turrialba   | Nacional         | 18 de octubre |
| Ramonense  | 3 - 2      | Cartaginés  | Guillermo Vargas | 18 de octubre |
| México     | 2 - 2      | Alajuelense | Nacional         | 21 de octubre |

| Jornada 35  | Jornada 35 | Jornada 35 | Jornada 35     | Jornada 35     |
| Local       | Resultado  | Visitante  | Estadio        | Fecha          |
| ----------- | ---------- | ---------- | -------------- | -------------- |
| Uruguay     | 1 - 5      | Saprissa   | Pipilo Umaña   | 1 de octubre   |
| Turrialba   | 2 - 3      | Ramonense  | Rafael Camacho | 25 de octubre  |
| Puntarenas  | 2 - 0      | México     | Lito Pérez     | 1 de noviembre |
| Alajuelense | 0 - 0      | Cartaginés | Morera Soto    | 1 de noviembre |

| Jornada 36 | Jornada 36 | Jornada 36 | Jornada 36   | Jornada 36    |
| Local      | Resultado  | Visitante  | Estadio      | Fecha         |
| ---------- | ---------- | ---------- | ------------ | ------------- |
| Puntarenas | 2 - 0      | Turrialba  | Lito Pérez   | 4 de octubre  |
| Cartaginés | 0 - 5      | Saprissa   | Fello Meza   | 11 de octubre |
| Uruguay    | 1 - 2      | Ramonense  | Pipilo Umaña | 11 de octubre |
| México     | 1 - 0      | Herediano  | Nacional     | 28 de octubre |

## Estadísticas

### Tabla de goleadores
Lista con los máximos anotadores de la temporada.
| Pos. | Jugador           | Equipo      | Goles |
| ---- | ----------------- | ----------- | ----- |
| 1.º  | Errol Daniels     | Alajuelense | 25    |
| 2.º  | Édgar Marín       | Saprissa    | 19    |
| 3.º  | Reynaldo Mullings | Herediano   | 16    |
| 4.º  | Miguel Morales    | Puntarenas  | 15    |
| 5.º  | Carlos Mejía      | Alajuelense | 14    |
| 6.º  | Óscar Solano      | Herediano   | 13    |
| =    | Eduardo Hernández | México      | 13    |
| =    | William Cruz      | Ramonense   | 13    |